# 3045 Alois
3045 Alois este un asteroid din centura principală, descoperit pe 8 ianuarie 1984 de Joe Wagner.